# Tabarka
Tabarka o Tabarca (in arabo طبرقة ‎?) è una città della Tunisia, sul Mediterraneo, presso il confine con l'Algeria. Ha una baia con un piccolo porto.

## Storia
È l'antica Thabraca, toponimo di origine libico-berbera, buon rifugio di navi, poi colonia romana, e sede cristiana dal IV secolo.
Qui ebbe fine il tentativo di rivolta di Gildone (31 luglio 398): rigettato dal vento sulla costa africana durante un tentativo di fuga dal fratello nemico, Gildone si tolse la vita.
Nel 1544 l'omonima isola, prospiciente la città, venne data da Carlo V in concessione alla famiglia genovese dei Lomellini che ad essa erano interessati per la pesca del corallo.
I Lomellini facevano parte della cerchia di Andrea Doria, ed erano legati per vincoli parentali alla famiglia Grimaldi. La concessione era probabilmente il prezzo per la liberazione del corsaro turco Dragut, catturato nel 1540 da Giannettino Doria, luogotenente di Andrea Doria, nella battaglia di Girolata. I Lomellini colonizzarono Tabarca con un gruppo di abitanti di Pegli, quartiere di Genova, dove avevano varie proprietà ed un grandioso palazzo di villeggiatura.
La comunità di Pegliesi visse a Tabarka per vari secoli.

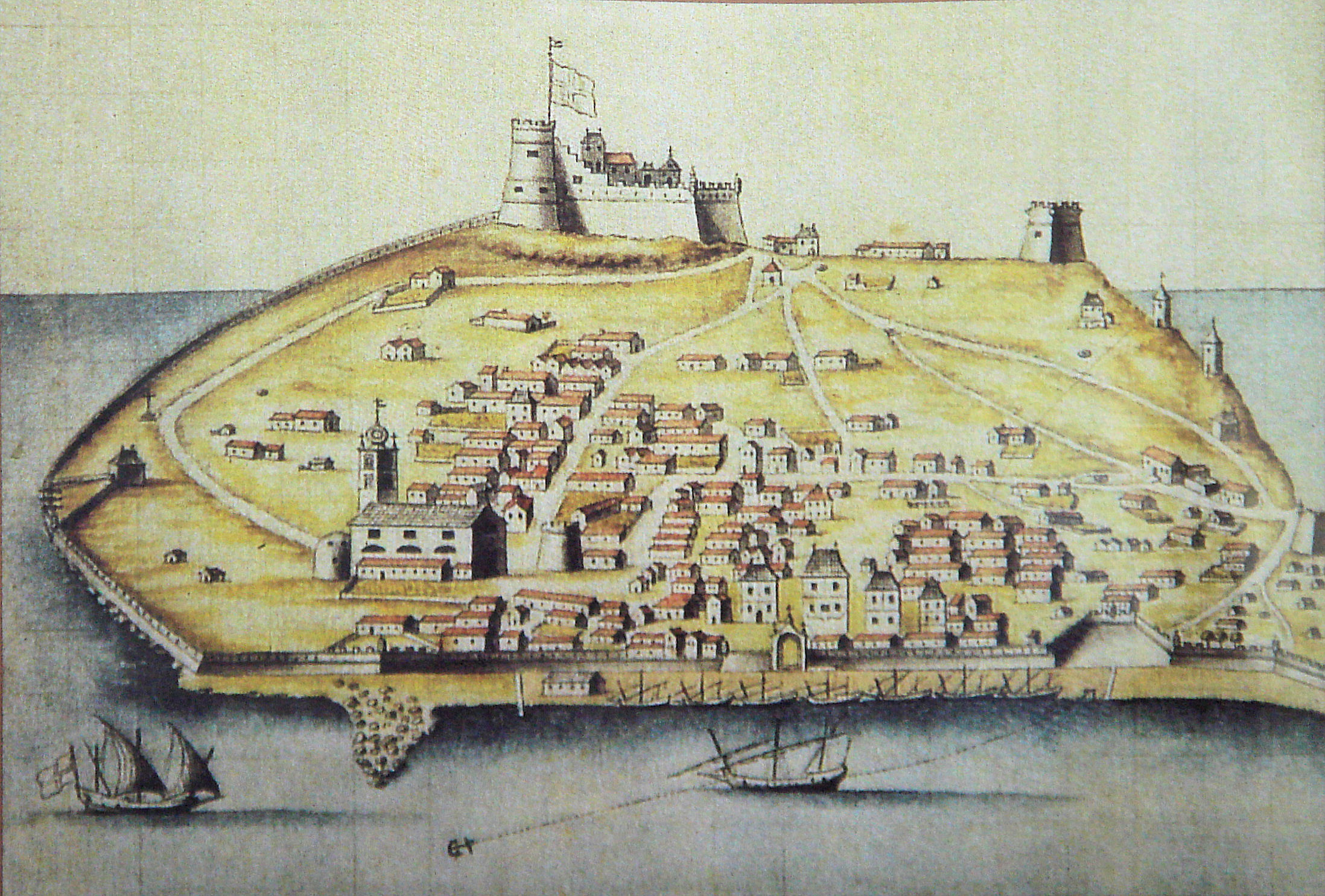
L'isola di Tabarca nel Seicento, quand'era popolata da liguri. Si noti la bandiera della Repubblica di Genova sul castello.

Nel 1738, a causa dell'esaurimento dei banchi corallini e del deterioramento dei rapporti con le popolazioni arabe, un folto gruppo di tabarkini si trasferì in Sardegna nell'Isola di San Pietro, allora disabitata, dove fondò un nuovo comune: Carloforte. Il trasferimento fu possibile grazie alla volontà del re di Sardegna Carlo Emanuele III di Savoia di colonizzare le terre di Sardegna non ancora abitate. Il nome di Carloforte fu scelto in onore del sovrano.
Il destino dei pegliesi rimasti a Tabarka era segnato: nel 1741 il Bey di Tunisi, Abu l-Hasan 'Ali I ,invase l'isola, apportò distruzione e fece prigionieri gli abitanti riducendoli in schiavitù. La liberazione degli schiavi avvenne per l'interessamento di nobili europei, del Papato, di Carlo Emanuele III e di Carlo III di Spagna. Gli schiavi liberati in parte raggiunsero Carloforte, mentre gli altri, dopo varie vicissitudini, diedero origine ad altre due comunità: Calasetta (nel 1770) nell'isola di Sant'Antioco in Sardegna e Nueva Tabarca sull'isola di San Pablo presso Alicante in Spagna.
Mentre i tabarkini di Nueva Tabarca si sono completamente integrati in Spagna perdendo la propria identità originaria, i tabarkini di Carloforte e Calasetta hanno mantenuto integra la loro identità culturale sia nelle usanze che nella lingua: il dialetto di queste due località, il cosiddetto tabarchino, sono isole linguistiche di tipo ligure in un territorio principalmente sardo, lingua completamente differente.
La regione di Tabarka ebbe una sinistra fama negli ultimi decenni del XIX secolo per via delle scorrerie dei Crumiri, una tribù dell'entroterra particolarmente rapace che effettuava incursioni in territorio algerino e depredava le navi che si avventuravano o si incagliavano di fronte alle sue coste (le scorrerie dei Crumiri furono poi il pretesto dell'intervento francese nel 1881, che ridusse la Tunisia a un protettorato).
Il comune di Tabarka è stato istituito con decreto del 27 giugno 1892. Nel 1952, il leader nazionalista Habib Bourguiba, che sarebbe poi diventato presidente della Tunisia, fu esiliato a Tabarka e poi a La Galite dalle autorità coloniali francesi.

## Economia
L'economia della città è fondata sulla pesca di diversi tipi di pesce e di corallo, sull'agricoltura (frutta e verdura di stagione) e sul commercio (esportazione di pesce, prodotti artigianali in legno e corallo, frutta, tabacco...). L'aeroporto internazionale di Tabarka ha contribuito ad una consistente crescita del settore turistico, facilitata anche dall'apertura di hotel e dalla presenza di un numero sempre più alto di operatori turistici.

## Galleria d'immagini

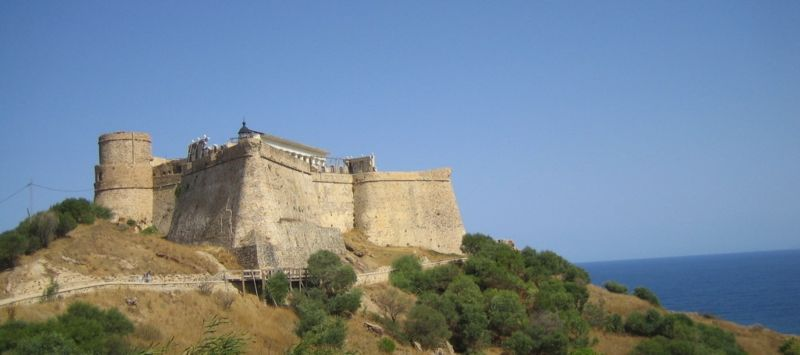
Forte genovese di Tabarka
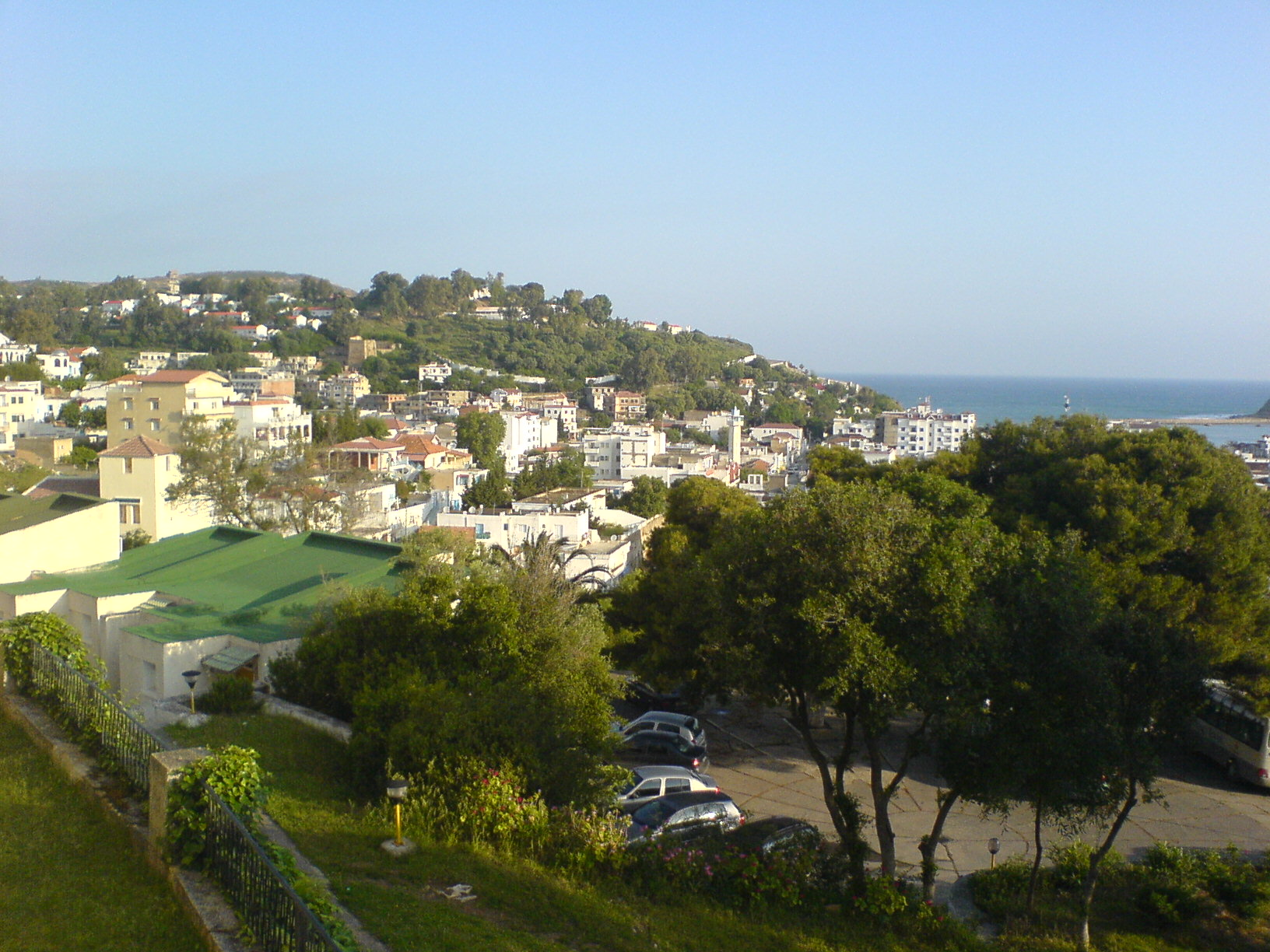
Panorama dalla collina che domina il porto
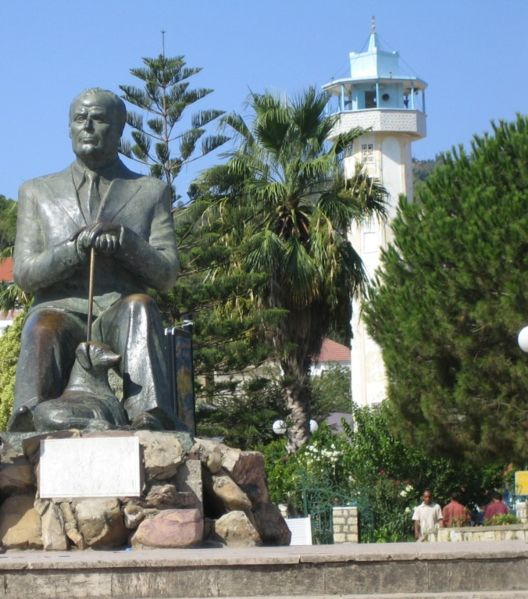
Monumento di Habib Bourguiba
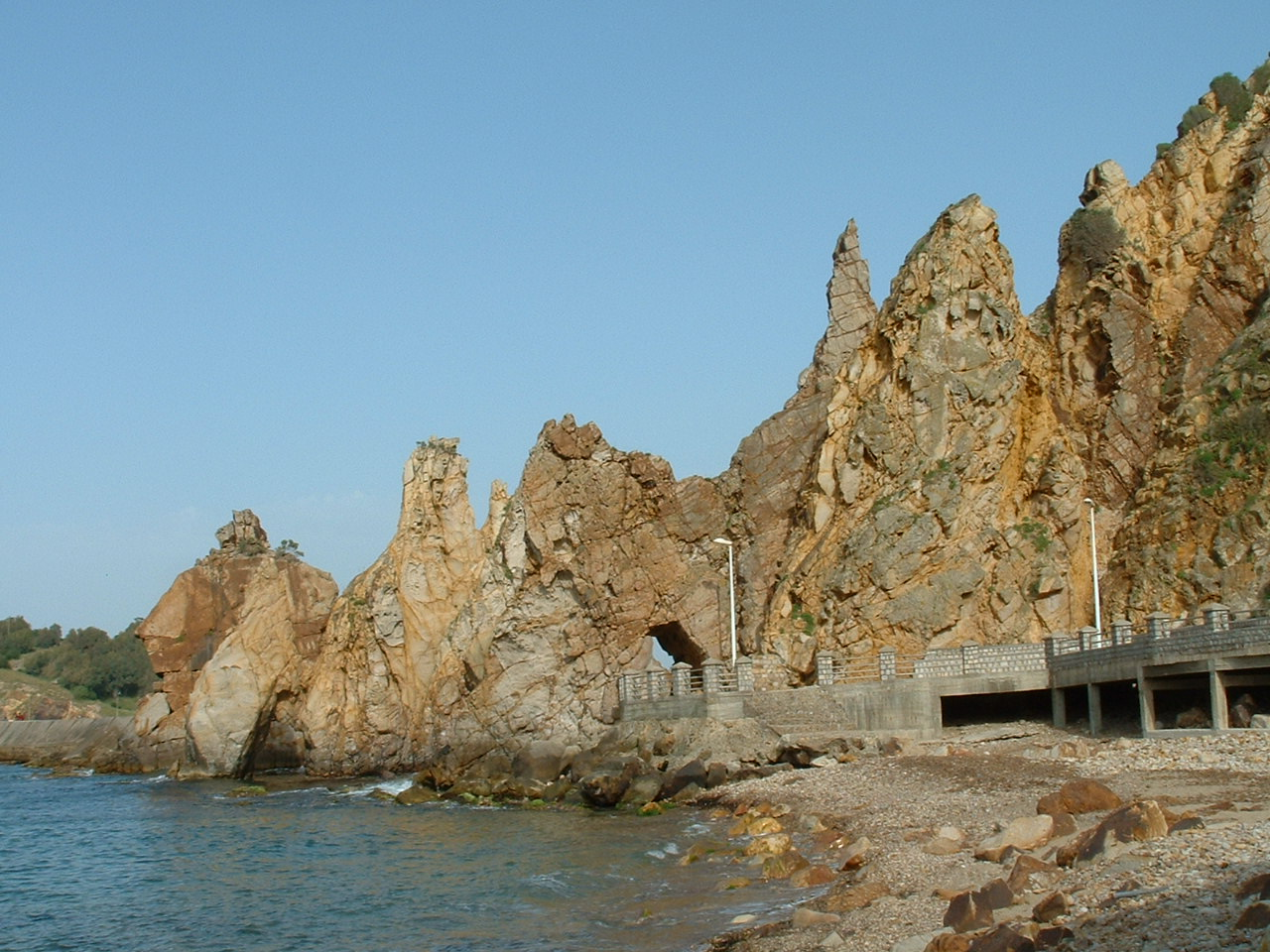
Guglie di Tabarka